# 유노 (건릉절후)
유노(劉魯, ? ~ ?)는 전한 후기의 제후로, 노효왕의 손자이다.

## 행적
황룡 원년(기원전 49년), 아버지 유수의 뒤를 이어 건릉후(建陵侯)에 봉해졌다.
시호를 절이라 하였고, 아들 유연문이 작위를 이었다.

## 출전
- 반고, 《한서》 권15하 왕자후표 下

| 선대 아버지 건릉정후 유수 | 전한의 건릉후 기원전 49년 ~ ? | 후대 아들 유연문 |